# Zwetteplan
Zwetteplan is een woonwijk binnen de stad Sneek in de Nederlandse provincie Friesland. De wijk telt (in 2023) 2.235 inwoners en heeft een oppervlakte van 58 hectare (waarvan 2 hectare water).

## Geschiedenis
De wijk is vernoemd naar de naastgelegen rivier de Zwette. Zwette betekent grens. De Leeuwarder Trekvaart heette oudtijds Swette, omdat deze de scheiding vormde tussen Baarderadeel (Westergo) en Rauwerderhem, Idaarderadeel en Leeuwarderadeel (Oostergo). Deze vaart volgde deels een oude stroomgeul in de bedijkte Middelzee, deels werd zij gegraven voor de afwatering. Later werd het water verbreed en geschikt gemaakt om te kunnen fungeren als trekvaart naar Leeuwarden. 
De wijk is in drie fases gebouwd. Zwette 1 dateert uit jaren 1960-1970.  Zwette II uit de jaren 1980-1990 en Zwette III vanaf 2000.

## Ligging en bereikbaarheid
De wijk grenst in het noorden aan de wijk De Loten, in het oosten aan de wijk Stadsfenne, in het zuiden aan de wijk Noordoosthoek en in het westen aan de wijk Noorderhoek II. De begrenzing van de wijk wordt gevormd door de Zwette (oostelijk), de Goeman Borgesiuslaan (zuidelijk) en de spoorlijn Leeuwarden - Stavoren (westelijk).
De belangrijkste doorgaande straat in de wijk is de Hugo de Grootstraat welke overgaat in Jellen, welke weer overgaat in de Kanadezestrjitte.

## Straatnamen
In het dichtst bij het centrum gelegen gedeelte van deze wijk hebben de straten namen van bekende Nederlandse politieke figuren, omdat dit gebied aansluit op de staatsliedenbuurt. Een ander deel van de wijk de Zwette is voorzien van straatnamen die herinneren aan oude Friese maten en gewichten. Bij de toekenning van de namen is rekening gehouden met de grootte van de straten en maten. 
Ten slotte is er nog een deel van de wijk de Zwette waar de straten de naam dragen van Snekers die een belangrijke rol speelden in het verzet tijdens de Tweede Wereldoorlog (1940-1945).

## Bezienswaardigheden
De rotonde Perthplein  aan het begin van Zwette III is vormgegeven als de Canadese Maple Leaf. Het is een eerbetoon aan de Canadese bevrijders die deel uitmaakten van het Perth Regiment.

## Voorzieningen
In de wijk is een Buurtvereniging|wijkvereniging actief, genaamd Wijkvereniging Zwette-Noordoosthoek. De vereniging beheert wijkgebouw De Zwetser.
Onder meer de volgende voorzieningen bevinden zich in de wijk:
- Een basisschool, de Zwetteschool
- Wijkgebouw De Zwetser
- Een compacte ALDI supermarkt

Wijken:
Binnenstad ·
Bomenbuurt ·
De Domp ·
De Loten ·
Duinterpen ·
Harinxmaland ·
Hemdijk ·
Het Eiland ·
De Hemmen ·
Houkesloot ·
It Ges ·
Lemmerweg-Oost ·
Lemmerweg-West ·
Leeuwarderweg ·
Noorderhoek I ·
Noorderhoek II ·
Noordoosthoek ·
Oudvaart ·
Pasveer ·
Poort van Sneek ·
Sperkhem ·
Stadsfenne ·
Stationsbuurt ·
Tinga ·
Zwetteplan
Buurten:
Malta ·
Spitaal ·
Tuindorp